# Magda Schneider
Magda Schneider, född 17 maj 1909 i Augsburg, Bayern, Kejsardömet Tyskland, död 30 juli 1996 i Berchtesgaden, Bayern, Tyskland, var en tysk skådespelare. Hon var mor till skådespelaren Romy Schneider. Under åren 1930-1961 medverkade hon i nära 60 filmer. På 1950-talet medverkade hon i flera filmer tillsammans med dottern Romy, bland dem den mycket framgångsrika Sissi 1955. 1968-1969 medverkade hon i TV-serien Drei Frauen im Haus, men lämnade sedan skådespelaryrket.
Hon belönades 1982 med det tyska hederspriset för film, Filmband in Gold.

## Filmografi, urval
- 1932 – En kyss i kärlek
- 1932 – Sol och vår 202
- 1932 – Kärlek per telefon
- 1932 – En natt i Wien
- 1933 – Din för evigt
- 1934 – Han gick kökstrappan
- 1935 – Eva
- 1936 – Hela Wien dansar
- 1938 – Hon kommer inte till middagen
- 1939 – Det hänger i luften
- 1955 – Det hände i Wien
- 1955 – Sissi
- 1956 – Sissi – den unga kejsarinnan
- 1957 – Sissi – älskad kejsarinna
- 1958 – Jungfruburen